# Liste der Spieler mit einer PDC Tour Card (2020)
Die folgende Liste zeigt alle Spieler, welche sich eine PDC Tour Card für das Jahr 2020 sichern konnten und damit für alle Turniere der PDC Pro Tour 2020 teilnahmeberechtigt waren.

## Qualifikation
Um sich eine PDC Tour Card zu sichern, musste man eines der folgenden Kriterien erfüllen:
- Top 64 der PDC Order of Merit nach der PDC World Darts Championship 2020
- Top 2 der PDC Challenge Tour Order of Merit 2018
- Top 2 der PDC Development Tour Order of Merit 2018
- Qualifikant auf der PDC Qualifying School am 3. bis 20. Januar 2019 (siehe: PDC Pro Tour 2019#Q-School)
- Top 2 der PDC Challenge Tour Order of Merit 2019
- Top 2 der PDC Development Tour Order of Merit 2019
- Qualifikant auf der PDC Qualifying School am 16. bis 19. Januar 2020 (siehe: PDC Pro Tour 2020#Q-School)

Mit Glen Durrant, Jamie Hughes, Darius Labanauskas und José de Sousa standen vier erfolgreiche Absolventen der Q-School 2019 in der Top 64 der PDC Order of Merit.

### Abgelehnte Tour Cards
Die folgenden Spieler hatten die Möglichkeit eine Tour Card zu erhalten, haben das Angebot jedoch nicht angenommen oder ihre Tour Card abgegeben.
| Land        | Spieler               | Wäre qualifiziert über | Nachrücker                              |
| ----------- | --------------------- | ---------------------- | --------------------------------------- |
| Schottland  | Jamie Bain            | Q-School 2019          | Q-School Order of Merit                 |
| Niederlande | Raymond van Barneveld | Top 64 Order of Merit  | Toni Alcinas (Top 65 Order of Merit)    |
| Australien  | Corey Cadby           | Top 64 Order of Merit  | Simon Stevenson (Top 66 Order of Merit) |

## Liste
| Nr. | Land         | Spieler               | Qualifiziert als          |
| --- | ------------ | --------------------- | ------------------------- |
| 1   | Spanien      | Toni Alcinas          | Top 64 Order of Merit     |
| 2   | Schottland   | Gary Anderson         | Top 64 Order of Merit     |
| 3   | Australien   | Kyle Anderson         | Top 64 Order of Merit     |
| 4   | England      | Lisa Ashton           | Q-School 2020             |
| 5   | England      | Nathan Aspinall       | Top 64 Order of Merit     |
| 6   | England      | Martin Atkins         | Q-School 2020             |
| 7   | England      | Scott Baker           | Q-School 2019             |
| 8   | England      | Michael Barnard       | PDC Challenge Tour 2018   |
| 9   | Wales        | Barrie Bates          | Q-School 2019             |
| 10  | England      | Steve Beaton          | Top 64 Order of Merit     |
| 11  | England      | Aaron Beeney          | Q-School 2020             |
| 12  | England      | Gary Blades           | Q-School 2020             |
| 13  | Schottland   | William Borland       | Q-School 2020             |
| 14  | England      | Andy Boulton          | Q-School 2019             |
| 15  | England      | Bradley Brooks        | Q-School 2020             |
| 16  | England      | Keegan Brown          | Top 64 Order of Merit     |
| 17  | England      | Steve Brown           | Q-School 2020             |
| 18  | Deutschland  | Christian Bunse       | Q-School 2019             |
| 19  | England      | Stephen Bunting       | Top 64 Order of Merit     |
| 20  | Nordirland   | Gavin Carlin          | Q-School 2019             |
| 21  | England      | Dave Chisnall         | Top 64 Order of Merit     |
| 22  | England      | Matt Clark            | Q-School 2019             |
| 23  | Wales        | Jonny Clayton         | Top 64 Order of Merit     |
| 24  | Deutschland  | Gabriel Clemens       | Top 64 Order of Merit     |
| 25  | England      | Rob Cross             | Top 64 Order of Merit     |
| 26  | England      | Joe Cullen            | Top 64 Order of Merit     |
| 27  | Belgien      | Mike De Decker        | Q-School 2020             |
| 28  | Niederlande  | Jan Dekker            | Top 64 Order of Merit     |
| 29  | England      | Nathan Derry          | Q-School 2019             |
| 30  | England      | Chris Dobey           | Top 64 Order of Merit     |
| 31  | Nordirland   | Brendan Dolan         | Top 64 Order of Merit     |
| 32  | Niederlande  | Dirk van Duijvenbode  | Q-School 2020             |
| 33  | Niederlande  | Mike van Duivenbode   | Q-School 2019             |
| 34  | England      | Glen Durrant          | Top 64 Order of Merit     |
| 35  | England      | Matthew Edgar         | Top 64 Order of Merit     |
| 36  | England      | Ricky Evans           | Top 64 Order of Merit     |
| 37  | England      | Ted Evetts            | PDC Challenge Tour 2018   |
| 38  | Niederlande  | Michael van Gerwen    | Top 64 Order of Merit     |
| 39  | England      | Adrian Gray           | Q-School 2019             |
| 40  | Nordirland   | Daryl Gurney          | Top 64 Order of Merit     |
| 41  | England      | Andy Hamilton         | Q-School 2020             |
| 42  | Niederlande  | Wesley Harms          | Q-School 2020             |
| 43  | Schottland   | John Henderson        | Top 64 Order of Merit     |
| 44  | Australien   | Damon Heta            | Q-School 2020             |
| 45  | Deutschland  | Max Hopp              | Top 64 Order of Merit     |
| 46  | England      | Jamie Hughes          | Top 64 Order of Merit     |
| 47  | England      | Luke Humphries        | Top 64 Order of Merit     |
| 48  | England      | Adam Hunt             | Q-School 2020             |
| 49  | Belgien      | Kim Huybrechts        | Top 64 Order of Merit     |
| 50  | England      | Peter Jacques         | Q-School 2020             |
| 51  | England      | Wayne Jones           | Q-School 2020             |
| 52  | England      | Ryan Joyce            | Top 64 Order of Merit     |
| 53  | Finnland     | Marko Kantele         | Q-School 2019             |
| 54  | Polen        | Krzysztof Kciuk       | Q-School 2020             |
| 55  | Wales        | Nick Kenny            | Q-School 2020             |
| 56  | England      | Mervyn King           | Top 64 Order of Merit     |
| 57  | Niederlande  | Jelle Klaasen         | Top 64 Order of Merit     |
| 58  | Niederlande  | Martijn Kleermaker    | Q-School 2020             |
| 59  | Kroatien     | Boris Krčmar          | Q-School 2020             |
| 60  | Niederlande  | Maik Kuivenhoven      | Q-School 2019             |
| 61  | Litauen      | Darius Labanauskas    | Top 64 Order of Merit     |
| 62  | Schweden     | Daniel Larsson        | Q-School 2020             |
| 63  | Österreich   | Harald Leitinger      | Q-School 2020             |
| 64  | Irland       | Steve Lennon          | Top 64 Order of Merit     |
| 65  | Hongkong     | Kai Fan Leung         | Q-School 2020             |
| 66  | England      | Adrian Lewis          | Top 64 Order of Merit     |
| 67  | Wales        | Jamie Lewis           | Top 64 Order of Merit     |
| 68  | England      | Jason Lowe            | Q-School 2020             |
| 69  | Nordirland   | Mickey Mansell        | Top 64 Order of Merit     |
| 70  | England      | Mark McGeeney         | Q-School 2019             |
| 71  | Niederlande  | Vincent van der Meer  | Q-School 2019             |
| 72  | Niederlande  | Yordi Meeuwisse       | Q-School 2019             |
| 73  | England      | Ryan Meikle           | PDC Development Tour 2019 |
| 74  | Niederlande  | Ron Meulenkamp        | Top 64 Order of Merit     |
| 75  | Griechenland | John Michael          | Q-School 2019             |
| 76  | England      | Joe Murnan            | Q-School 2019             |
| 77  | Schottland   | Ryan Murray           | Q-School 2020             |
| 78  | Niederlande  | Geert Nentjes         | PDC Development Tour 2018 |
| 79  | Spanien      | Jesús Noguera         | PDC Challenge Tour 2019   |
| 80  | Niederlande  | Danny Noppert         | Top 64 Order of Merit     |
| 81  | England      | Richard North         | Top 64 Order of Merit     |
| 82  | Irland       | William O’Connor      | Top 64 Order of Merit     |
| 83  | England      | David Pallett         | Q-School 2019             |
| 84  | Niederlande  | Benito van de Pas     | Top 64 Order of Merit     |
| 85  | England      | Josh Payne            | Top 64 Order of Merit     |
| 86  | England      | Darren Penhall        | Q-School 2020             |
| 87  | Südafrika    | Devon Petersen        | Top 64 Order of Merit     |
| 88  | England      | Justin Pipe           | Top 64 Order of Merit     |
| 89  | Wales        | Gerwyn Price          | Top 64 Order of Merit     |
| 90  | Polen        | Krzysztof Ratajski    | Top 64 Order of Merit     |
| 91  | Lettland     | Madars Razma          | Q-School 2019             |
| 92  | Spanien      | Cristo Reyes          | Top 64 Order of Merit     |
| 93  | England      | Reece Robinson        | Q-School 2019             |
| 94  | Österreich   | Rowby-John Rodriguez  | PDC Development Tour 2018 |
| 95  | England      | Callan Rydz           | PDC Challenge Tour 2019   |
| 96  | Deutschland  | Martin Schindler      | Top 64 Order of Merit     |
| 97  | England      | Ryan Searle           | Top 64 Order of Merit     |
| 98  | Tschechien   | Karel Sedláček        | Q-School 2020             |
| 99  | England      | Kirk Shepherd         | Q-School 2019             |
| 100 | Deutschland  | Steffen Siepmann      | Q-School 2020             |
| 101 | Kanada       | Jeff Smith            | Q-School 2020             |
| 102 | England      | Michael Smith         | Top 64 Order of Merit     |
| 103 | England      | Ross Smith            | Top 64 Order of Merit     |
| 104 | Portugal     | José de Sousa         | Top 64 Order of Merit     |
| 105 | England      | Simon Stevenson       | Top 64 Order of Merit     |
| 106 | Österreich   | Mensur Suljović       | Top 64 Order of Merit     |
| 107 | England      | Alan Tabern           | Q-School 2020             |
| 108 | Irland       | Ciaran Teehan         | PDC Development Tour 2019 |
| 109 | Niederlande  | Derk Telnekes         | Q-School 2020             |
| 110 | Schottland   | Robert Thornton       | Top 64 Order of Merit     |
| 111 | Belgien      | Dimitri Van den Bergh | Top 64 Order of Merit     |
| 112 | Niederlande  | Vincent van der Voort | Top 64 Order of Merit     |
| 113 | England      | James Wade            | Top 64 Order of Merit     |
| 114 | England      | Scott Waites          | Q-School 2020             |
| 115 | England      | Harry Ward            | Q-School 2019             |
| 116 | Niederlande  | Jermaine Wattimena    | Top 64 Order of Merit     |
| 117 | England      | Darren Webster        | Top 64 Order of Merit     |
| 118 | England      | Steve West            | Top 64 Order of Merit     |
| 119 | England      | Ian White             | Top 64 Order of Merit     |
| 120 | England      | Conan Whitehead       | Q-School 2019             |
| 121 | Australien   | Simon Whitlock        | Top 64 Order of Merit     |
| 122 | England      | Carl Wilkinson        | Q-School 2019             |
| 123 | England      | James Wilson          | Top 64 Order of Merit     |
| 124 | England      | Luke Woodhouse        | Top 64 Order of Merit     |
| 125 | Wales        | Jonathan Worsley      | Q-School 2019             |
| 126 | Schottland   | Peter Wright          | Top 64 Order of Merit     |
| 127 | Niederlande  | Niels Zonneveld       | Q-School 2019             |
| 128 | Niederlande  | Jeffrey de Zwaan      | Top 64 Order of Merit     |

## Statistiken

### Tour Cards nach Nationen
| Nr. | Land         | Anzahl | Differenz zum Vorjahr |
| --- | ------------ | ------ | --------------------- |
| 1.  | England      | 60     | −1                    |
| 2.  | Niederlande  | 19     | −1                    |
| 3.  | Schottland   | 6      | ±0                    |
| 3.  | Wales        | 6      | −1                    |
| 5.  | Deutschland  | 5      | ±0                    |
| 6.  | Nordirland   | 4      | −1                    |
| 7.  | Australien   | 3      | ±0                    |
| 7.  | Belgien      | 3      | −1                    |
| 7.  | Irland       | 3      | +1                    |
| 7.  | Österreich   | 3      | ±0                    |
| 7.  | Spanien      | 3      | ±0                    |
| 12. | Polen        | 2      | ±0                    |
| 13. | Finnland     | 1      | ±0                    |
| 13. | Griechenland | 1      | ±0                    |
| 13. | Hongkong     | 1      | +1                    |
| 13. | Kanada       | 1      | ±0                    |
| 13. | Kroatien     | 1      | +1                    |
| 13. | Lettland     | 1      | ±0                    |
| 13. | Litauen      | 1      | ±0                    |
| 13. | Portugal     | 1      | ±0                    |
| 13. | Schweden     | 1      | +1                    |
| 13. | Südafrika    | 1      | ±0                    |
| 13. | Tschechien   | 1      | +1                    |
|     | 23 Nationen  | 128    | 128                   |